# 肖爾斯奧弗盧克 (印地安納州)
肖爾斯奧弗盧克（英語：Shoals Overlook）是位於美國印地安納州馬丁縣的一個非建制地區。該地的面積和人口皆未知。